# Гилберт (Аризона)
Ги́лберт (англ. Gilbert, Arizona) — город в округе Марикопа (Аризона, США).
Площадь — 121,6 км². Население — 207 550 чел.

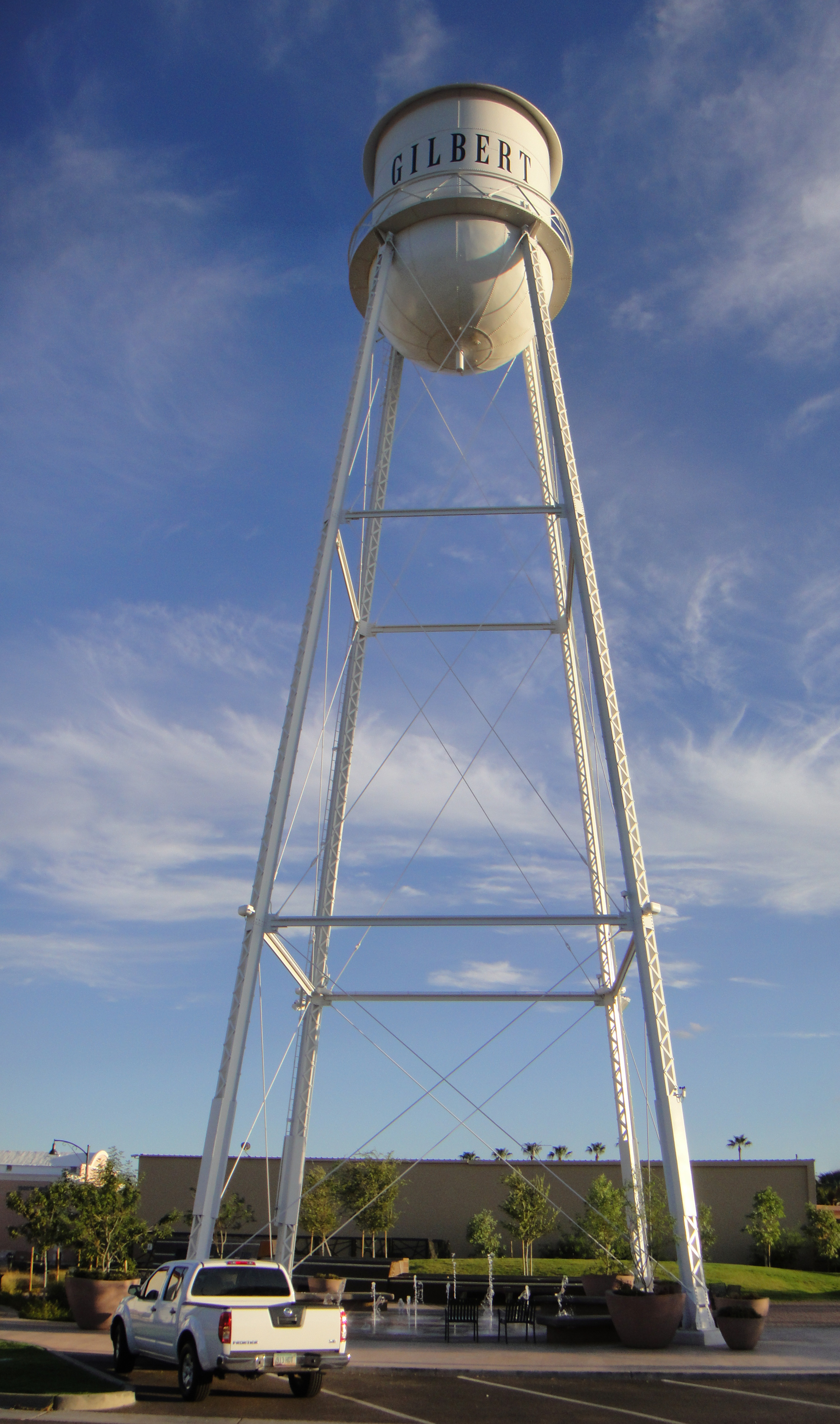
Водонапорная башня в пригороде Гилберта

## Население
Расовый состав: европеоидная — 81,51 %, негроидная — 3,08 %, американоидная — 0,79 %, монголоидная — 4,70 %, австралоидная — 0,23 %, прочие — 5,97 %, две и больше рас — 3,73 %. Мужчины — 50,22 % и женщины — 49,78 %. Возраст населения: 37,14 % — менее 21, 33,25 % — менее 18, 70,01 % — более 16, 66,76 % — более 1—8, 62,86 % — более 21, 5,30 % — более 65 лет. Брак: 20,87 % — некогда, 66,71 % — до сих пор в браке, 2,23 % — уже не в браке, 2,11 % — овдовевшие, 8,07 % — в разводе. Образование: 92,33 % обладают полным средним образованием, 35,5 % окончили бакалавриат, 10,46 % — магистратуру.

## Города-побратимы
- Ньютаунэбби, Северная Ирландия, Великобритания
- Лэшань (Сычуань), Китай